# Renault Espace
Renault Espace – samochód osobowy typu minivan klasy średniej, a następnie crossover klasy wyższej i SUV klasy średniej produkowany pod francuską marką Renault od 1984 roku. Od 2023 roku produkowana jest szósta generacja modelu.

## Pierwsza generacja

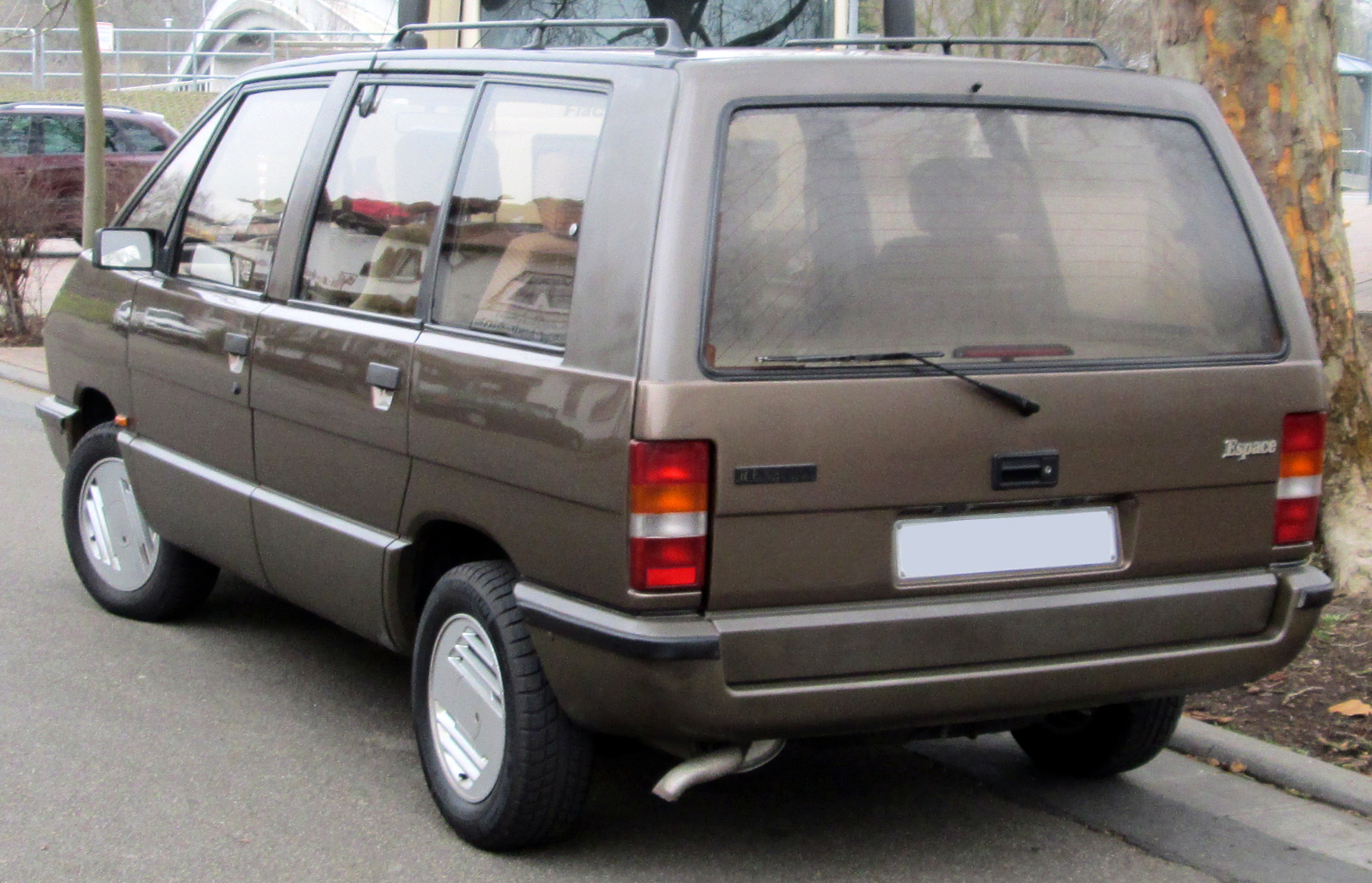
Renault Espace I – tył

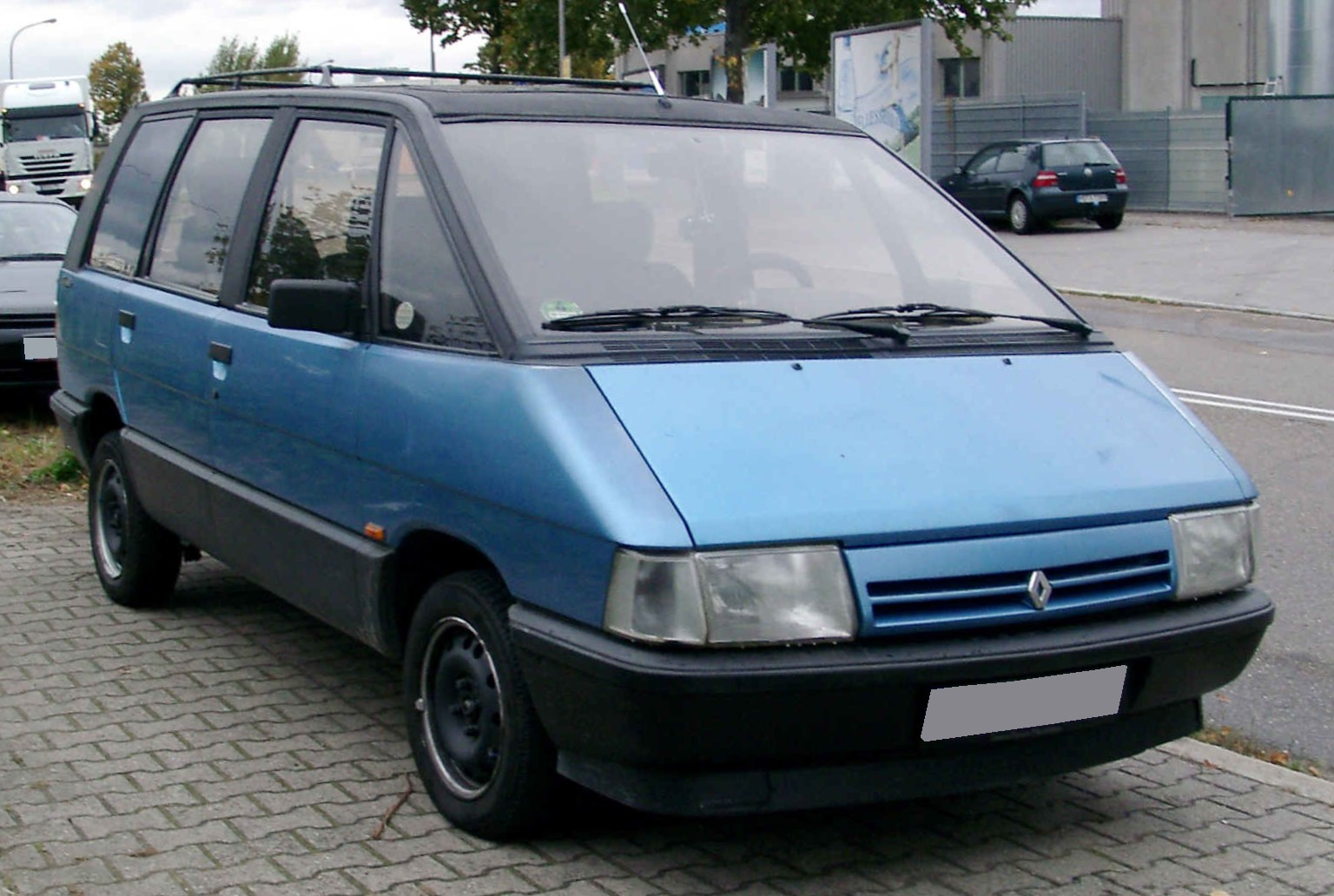
Renault Espace I po liftingu

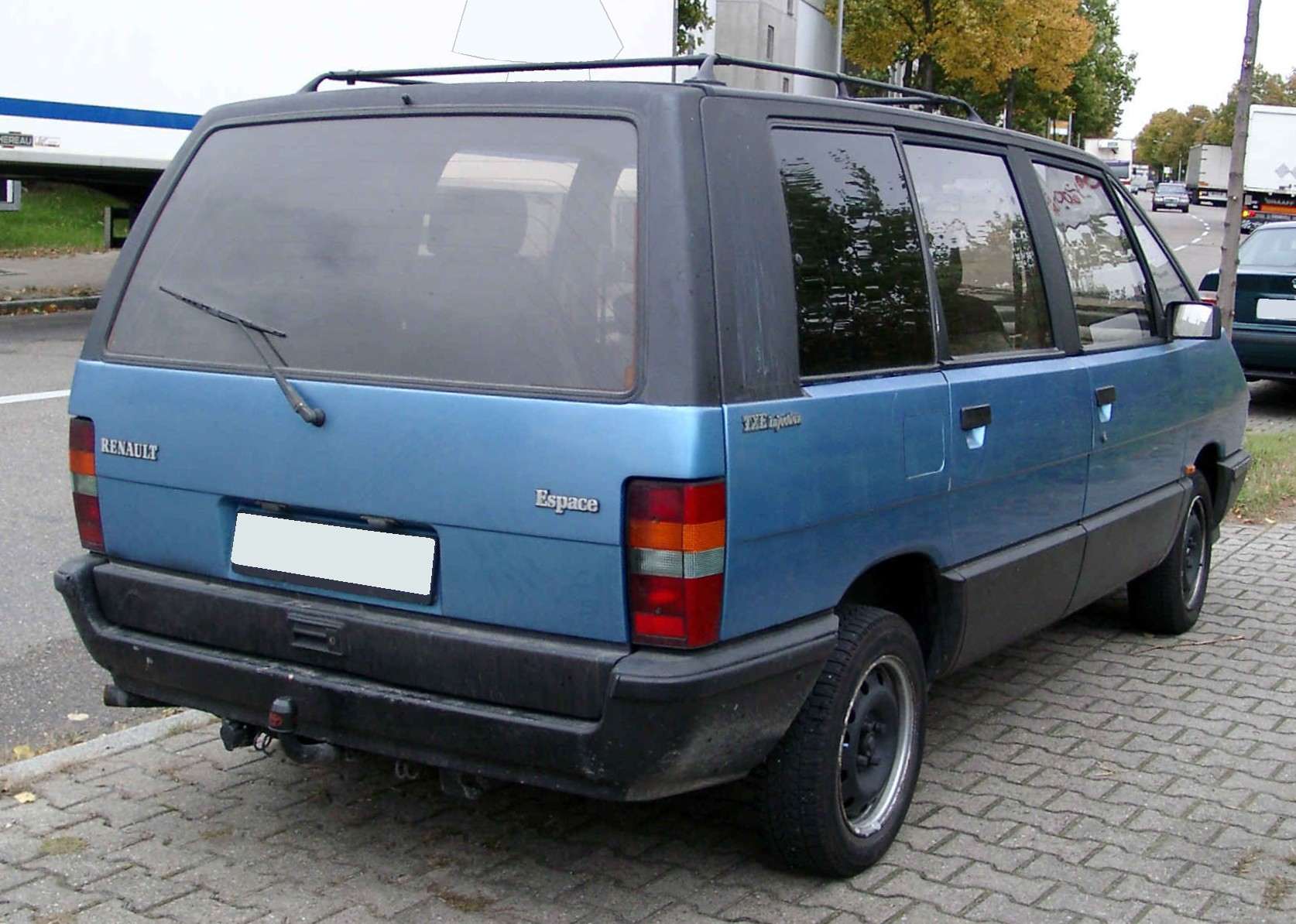
Renault Espace I – tył po liftingu

Renault Espace I został zaprezentowany po raz pierwszy w 1984 roku.
Pojazd został pierwotnie opracowany w latach 70. XX wieku (prawdopodobnie pierwsze szkice pochodzą z 1976 roku) przez brytyjskiego projektanta Fergusa Pollocka. W latach 80. ówczesny dyrektor generalny Renault wraz z dyrektorem koncernu Matra udali się w dłuższą podróż do Stanów Zjednoczonych, gdzie obydwaj zafascynowali się dużymi vanami. Po powrocie do Francji, w grudniu 1982 roku szef Matry spotkał się z najważniejszymi osobami koncernu Renault, którym przedstawił swoją wizję auta typu minivan przygotowaną jako pojazd koncepcyjny P23. Po przeprowadzeniu modyfikacji projektu P23, w który wkomponowano podzespoły Renault, w czerwcu 1983 roku zaakceptowano projekt pierwszego auta typu van przeznaczonego na rynki europejskie. Pojazd wprowadzono do produkcji w marcu 1984 roku. Koncern Renault zajął się kwestiami mechanicznymi, technicznymi oraz marketingowymi, natomiast Matra odpowiedzialna była za projekt nadwozia, budowę podwozia oraz za produkcję pojazdu, która odbywała się w jej fabryce w Romorantin-Lanthenay, a także w fabryce Alpine w Dieppe.
W 1988 roku auto zostało zmodernizowane. Przy okazji liftingu wprowadzono do oferty wersję Quadra napędzaną na obie osie pojazdu. W 1990 roku wprowadzono możliwość zamówienia wersji z pneumatycznym tylnym zawieszeniem.
Wyprodukowano 191 674 egzemplarzy pierwszego wcielenia Espace.

### Dane techniczne
| Wersja                 | Silnik:                   | Układ zasilania:   | Średnica × skok tłoka: | St. sprężania:     | Moc maksymalna:                   | Maks. moment obrotowy      | 0–100 km/h:        | V-max:             |
| Silniki benzynowe:     | Silniki benzynowe:        | Silniki benzynowe: | Silniki benzynowe:     | Silniki benzynowe: | Silniki benzynowe:                | Silniki benzynowe:         | Silniki benzynowe: | Silniki benzynowe: |
| ---------------------- | ------------------------- | ------------------ | ---------------------- | ------------------ | --------------------------------- | -------------------------- | ------------------ | ------------------ |
| 2000 GTS               | R4 2,0 l (1995 cm³), SOHC | gaźnik             | 88,00 mm × 82,00 mm    | 9,2:1              | 108 KM (79 kW) przy 5500 obr./min | 160 N•m przy 3000 obr./min | b/d                | 175 km/h           |
| 2.2                    | R4 2,2 l (2165 cm³), SOHC | wtrysk             | 88,00 mm × 89,00 mm    | 8,9:1              | 110 KM (80 kW) przy 5000 obr./min | 174 N•m przy 3500 obr./min | 11,5 s             | 178 km/h           |
| 2.2 GTX,TXE,2000-1 KAT | R4 2,2 l (2165 cm³), SOHC | wtrysk             | 88,00 mm × 89,00 mm    | 9,2:1              | 107 KM (79 kW) przy 5000 obr./min | 170 N•m przy 3500 obr./min | 11,9 s             | 175 km/h           |
| 2.1 Turbo D,DX         | R4 2,1 l (2068 cm³), SOHC | turbodiesel        | 86,00 mm × 89,00 mm    | 21,5:1             | 88 KM (65 kW) przy 4250 obr./min  | 181 N•m przy 2000 obr./min | 13,3 s             | 165 km/h           |

### Wersje wyposażeniowe
- TSE – wersja wyposażona w obrotowe fotele
- Quadra – 4x4

## Druga generacja

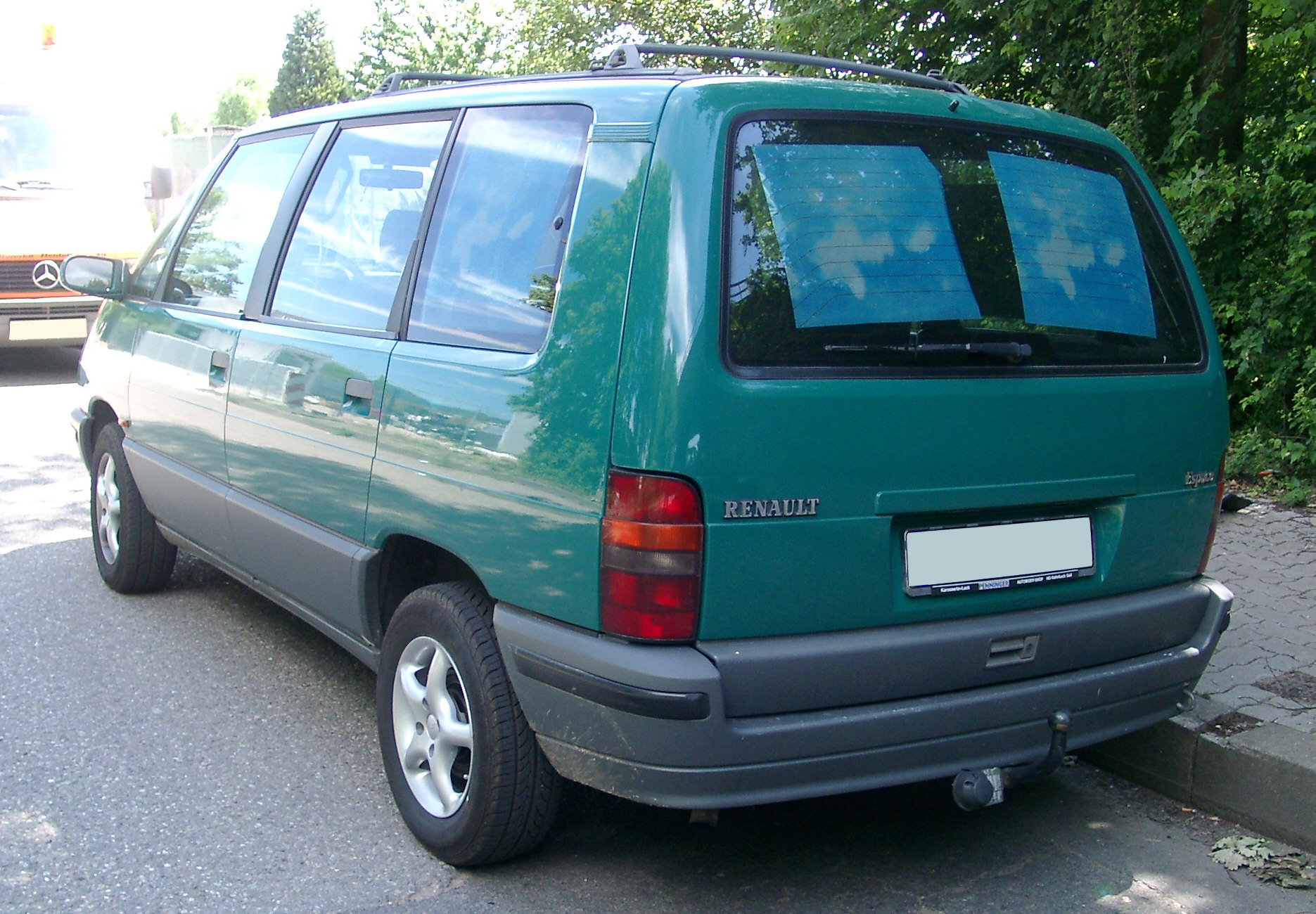
Renault Espace II – tył

Renault Espace II zostało zaprezentowane po raz pierwszy w 1991 roku.
Druga generacja Espace zadebiutowała w marcu 1991 roku podczas targów motoryzacyjnych w Genewie. W stosunku do pierwszej generacji modelu zwiększono długość pojazdu, a układ przedniego zawieszenia zastąpiono konstrukcją pochodzącą z Renault 25. Wraz z drugą generacją wprowadzono na rynek silnik benzynowy V6 o pojemności 2.85 l i mocy 153 KM, który stanowił sztandarową wersję minivana. Przeprojektowano także fotele, które wyposażono w zagłówki.
W 1995 roku z okazji 10-lecia produkcji modelu oraz zaangażowania Renault w F1 zaprezentowano wersję F1 Espace. W samochodzie zastosowano 3.5-litrowy silnik benzynowy V10 40V o mocy 700 KM pochodzący z jednoosobowego samochodu wyścigowego Williams-Renault FW15C. Podobnie jak w bolidach Formuły 1, silnik został zamontowany centralnie, a moc przenoszona była na tylne koła przez 6-biegową, półautomatyczną skrzynię biegów. Zbudowano dwa egzemplarze pojazdu, które obecnie znajdują się w muzeum Matry w Romorantin oraz w kolekcji Renault.
Przez 6 lat produkcji wyprodukowano około 316 500 egzemplarzy drugiej generacji modelu Espace.

## Trzecia generacja

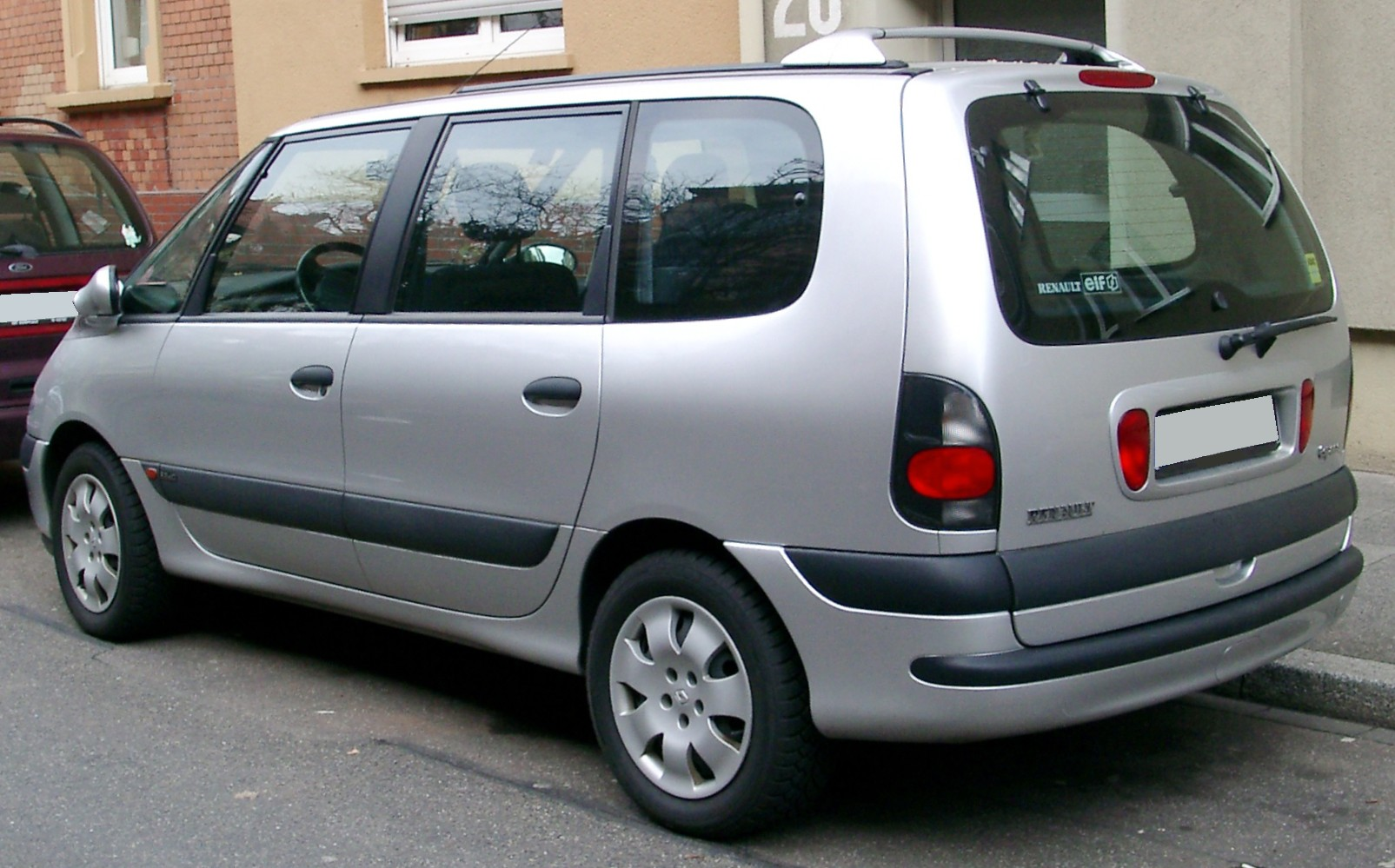
Renault Espace III – tył

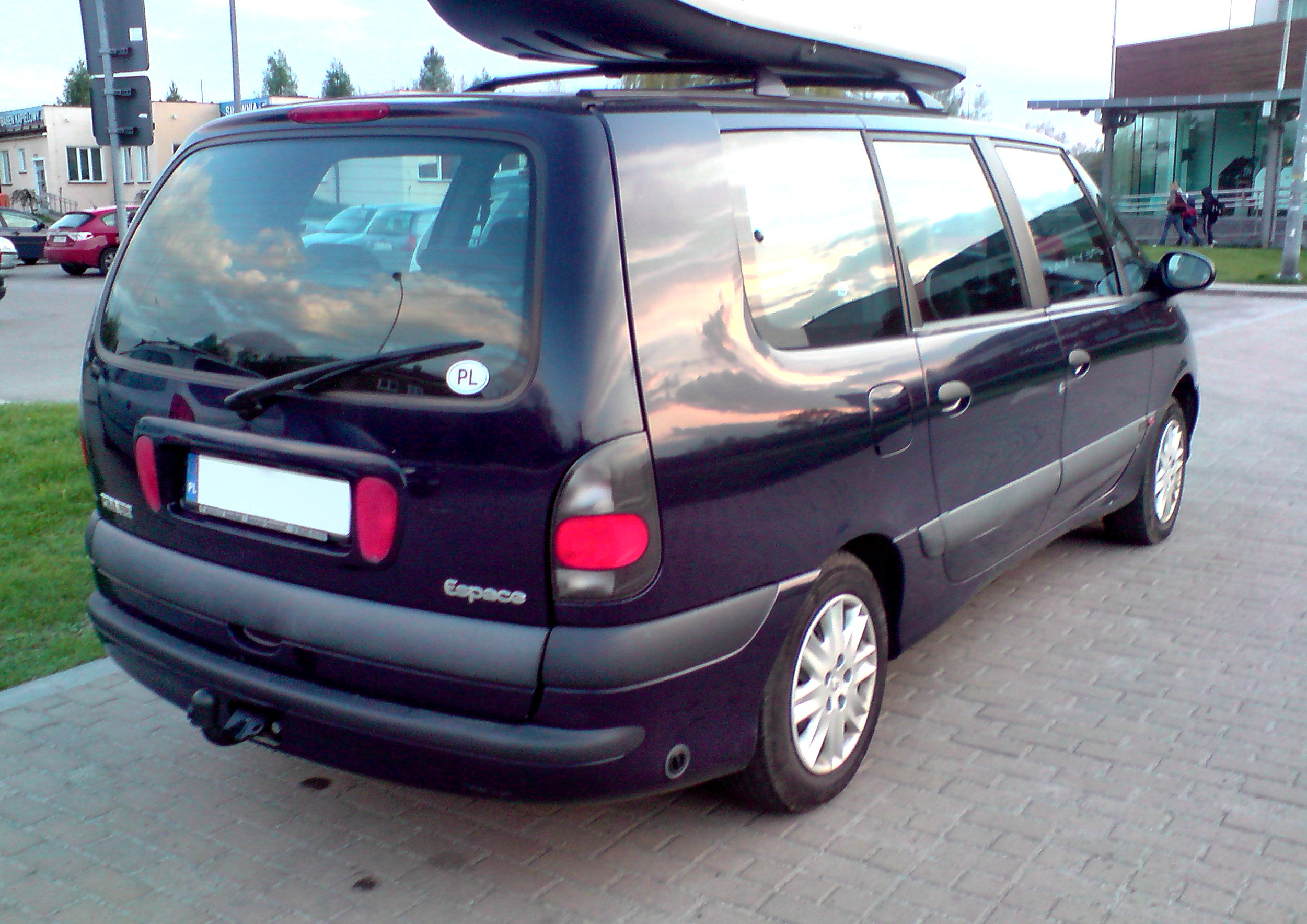
Renault Grand Espace III

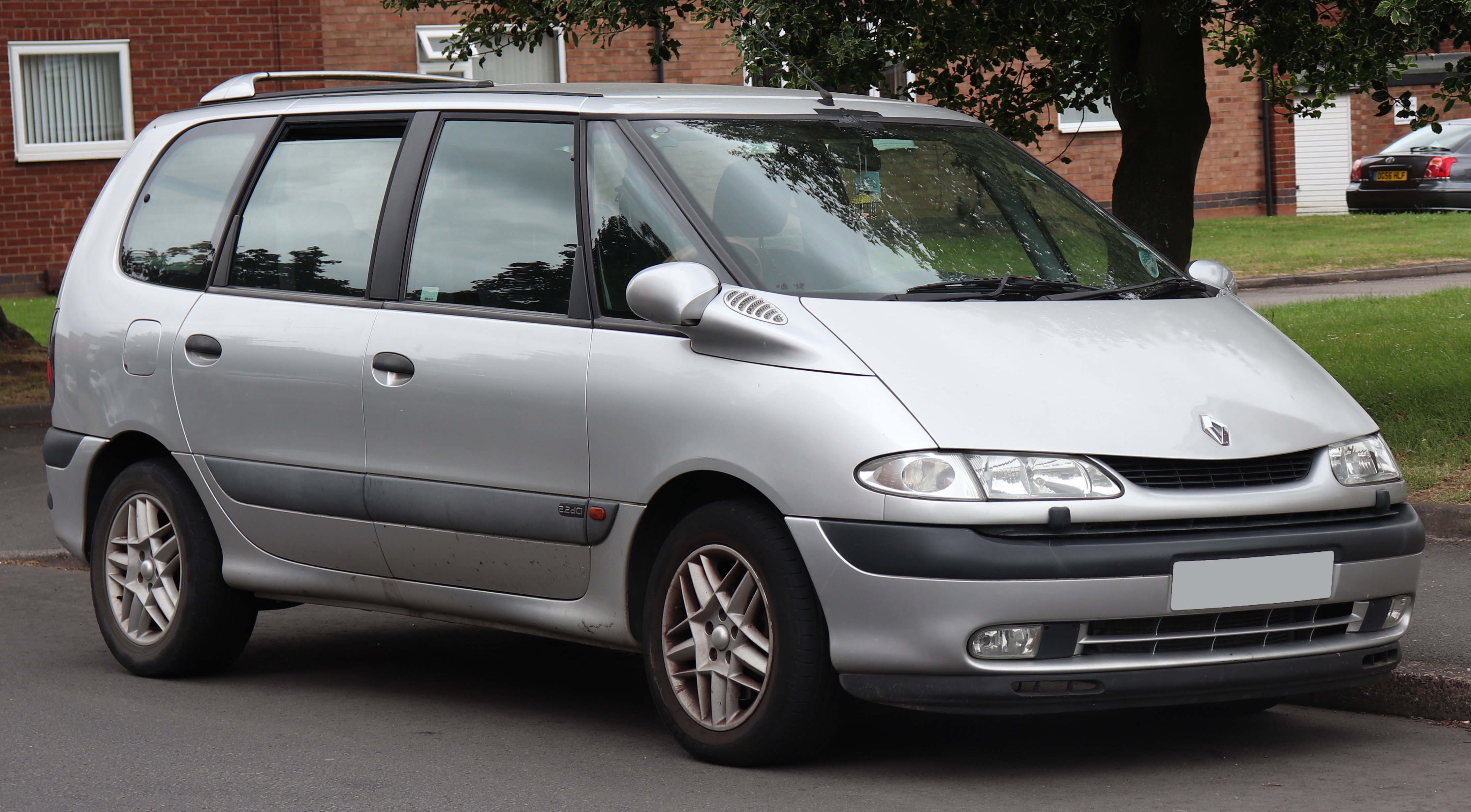
Renault Espace III po liftingu

Renault Espace III został zaprezentowany po raz pierwszy w 1996 roku.
Espace trzeciej generacji został zaprezentowany w grudniu 1996 roku. W 1997 roku wprowadzono do produkcji wersję siedmioosobową nazwaną Grand, a w 1998 roku przeprowadzono delikatną modernizację pojazdu. W 2000 roku auto przeszło face lifting. Auto otrzymało drobne zmiany stylistyczne oraz silnik wysokoprężny 2.2 dCi.
W 1998 roku na bazie pojazdu powstał projekt Espider.
Łącznie trzecie wcielenie Espace powstało  w liczbie 365 200 egzemplarzy.

## Czwarta generacja

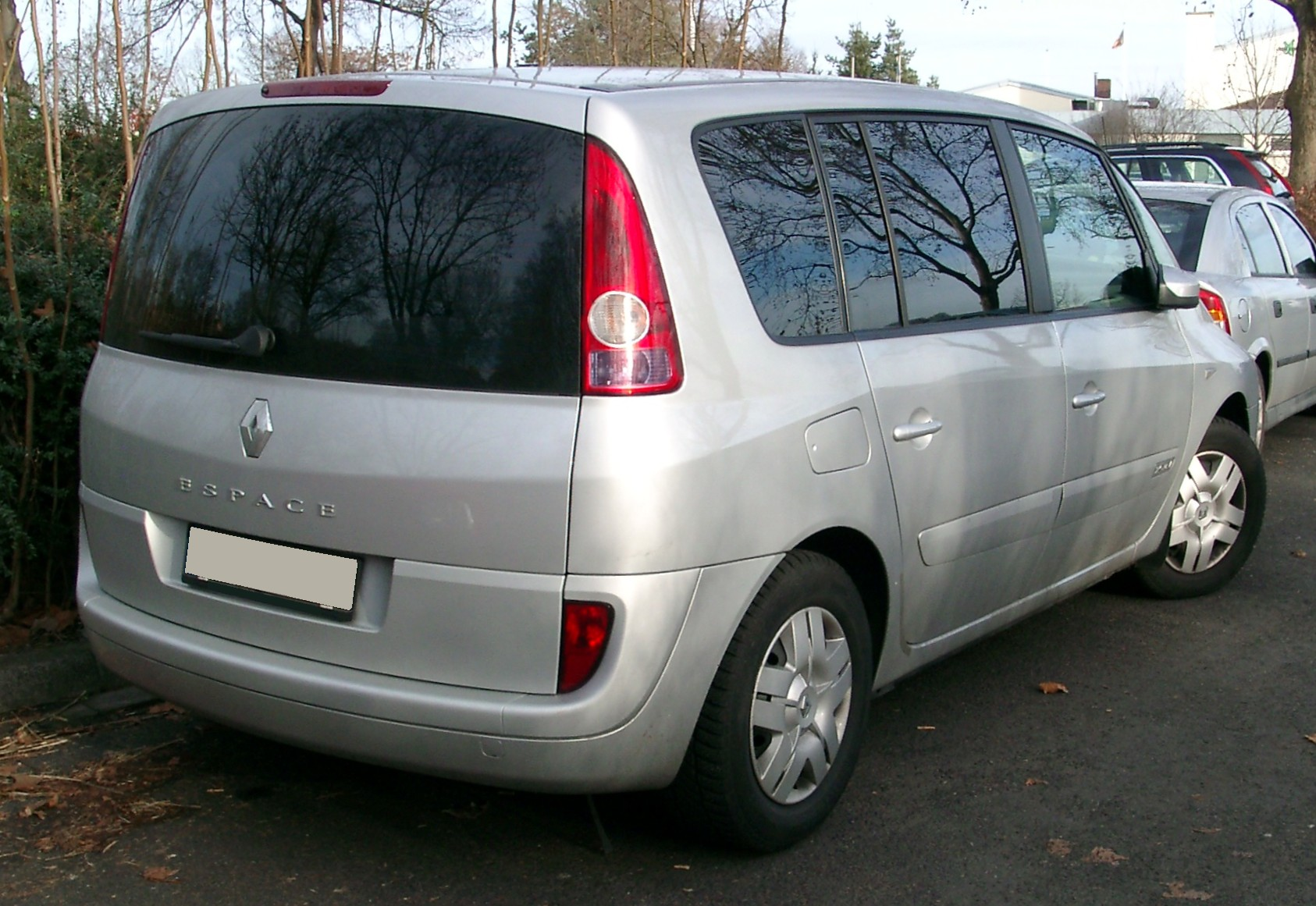
Renault Espace IV – tył

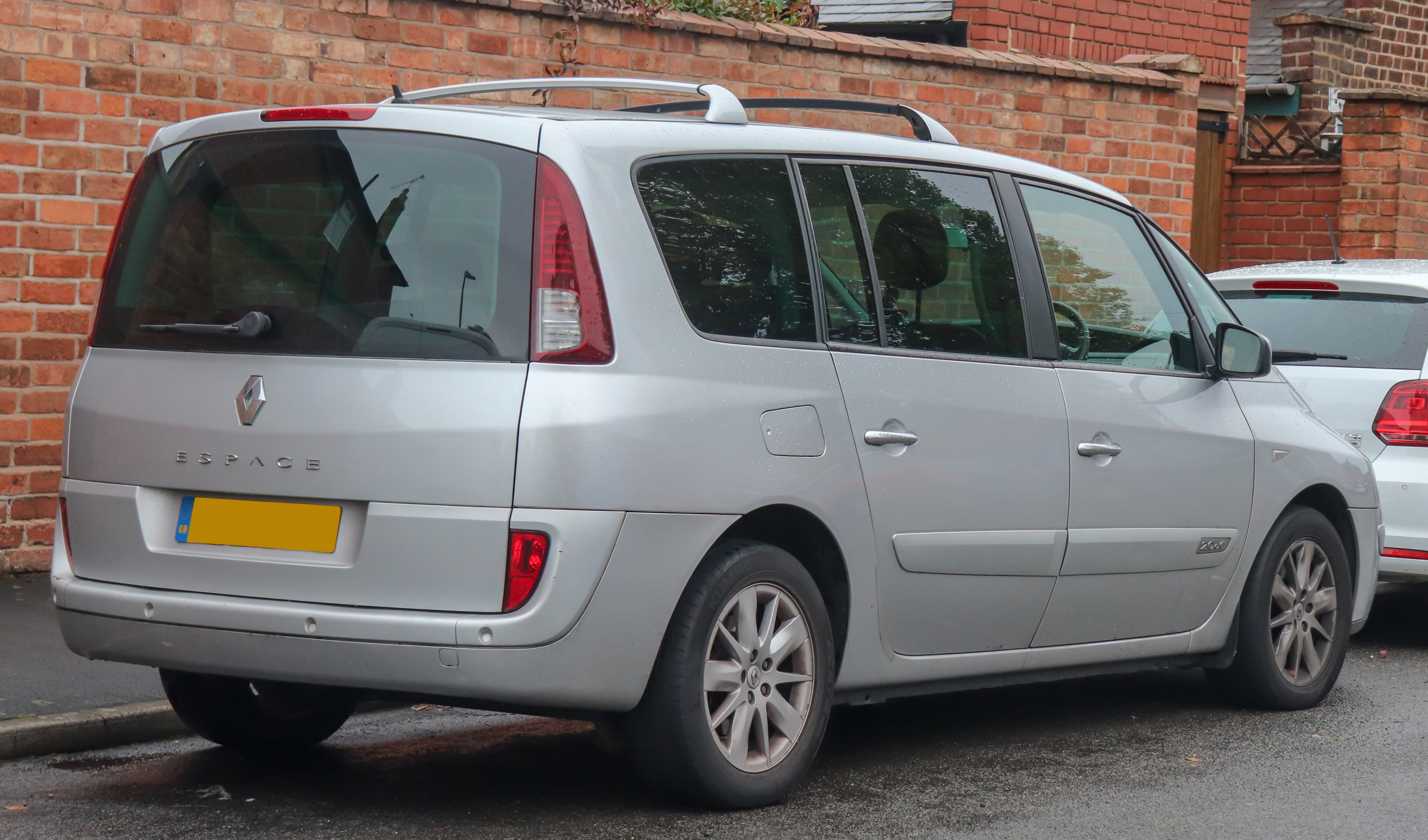
Renault Grand Espace IV po liftingu

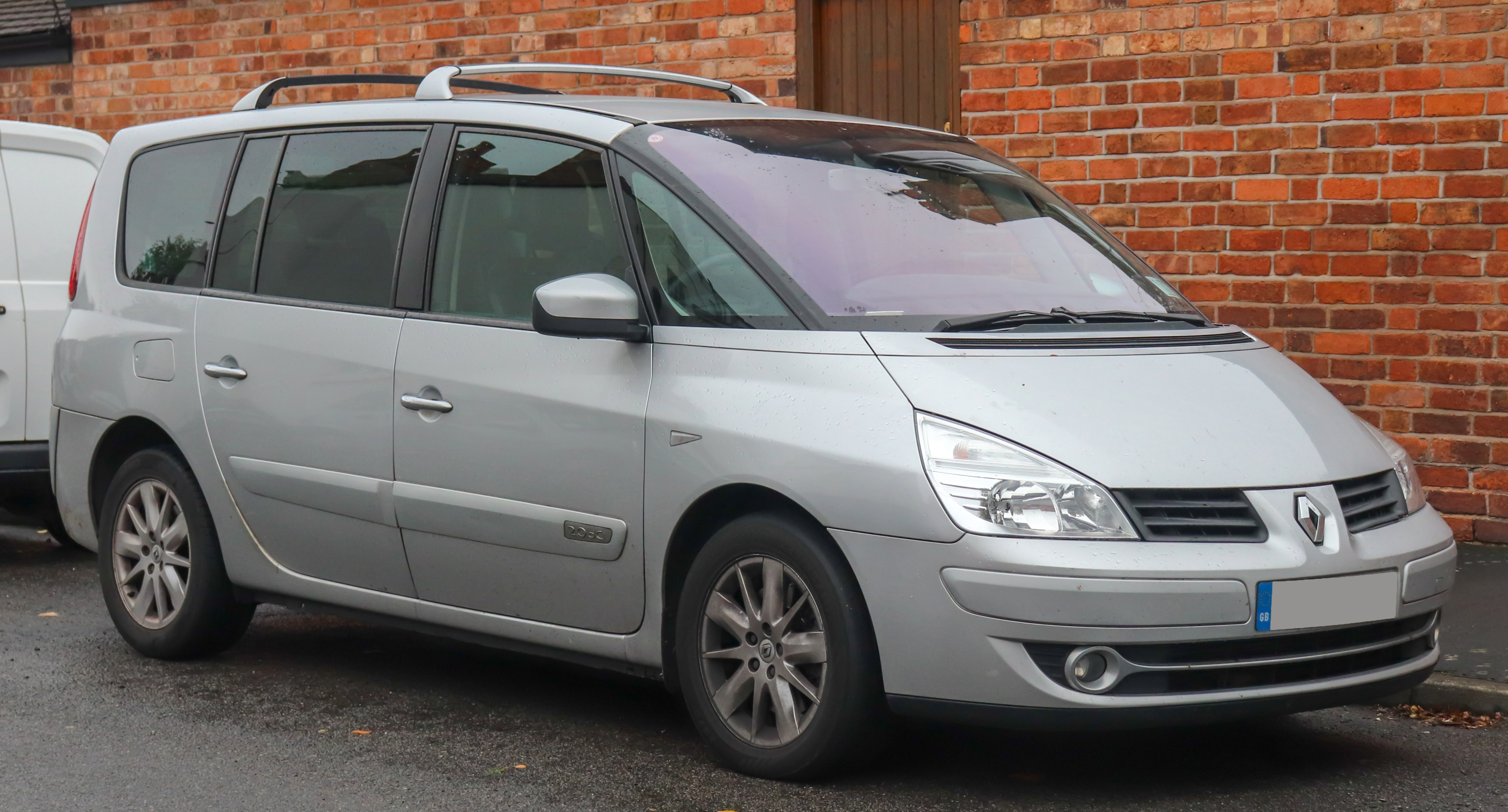
Renault Espace IV po liftingu

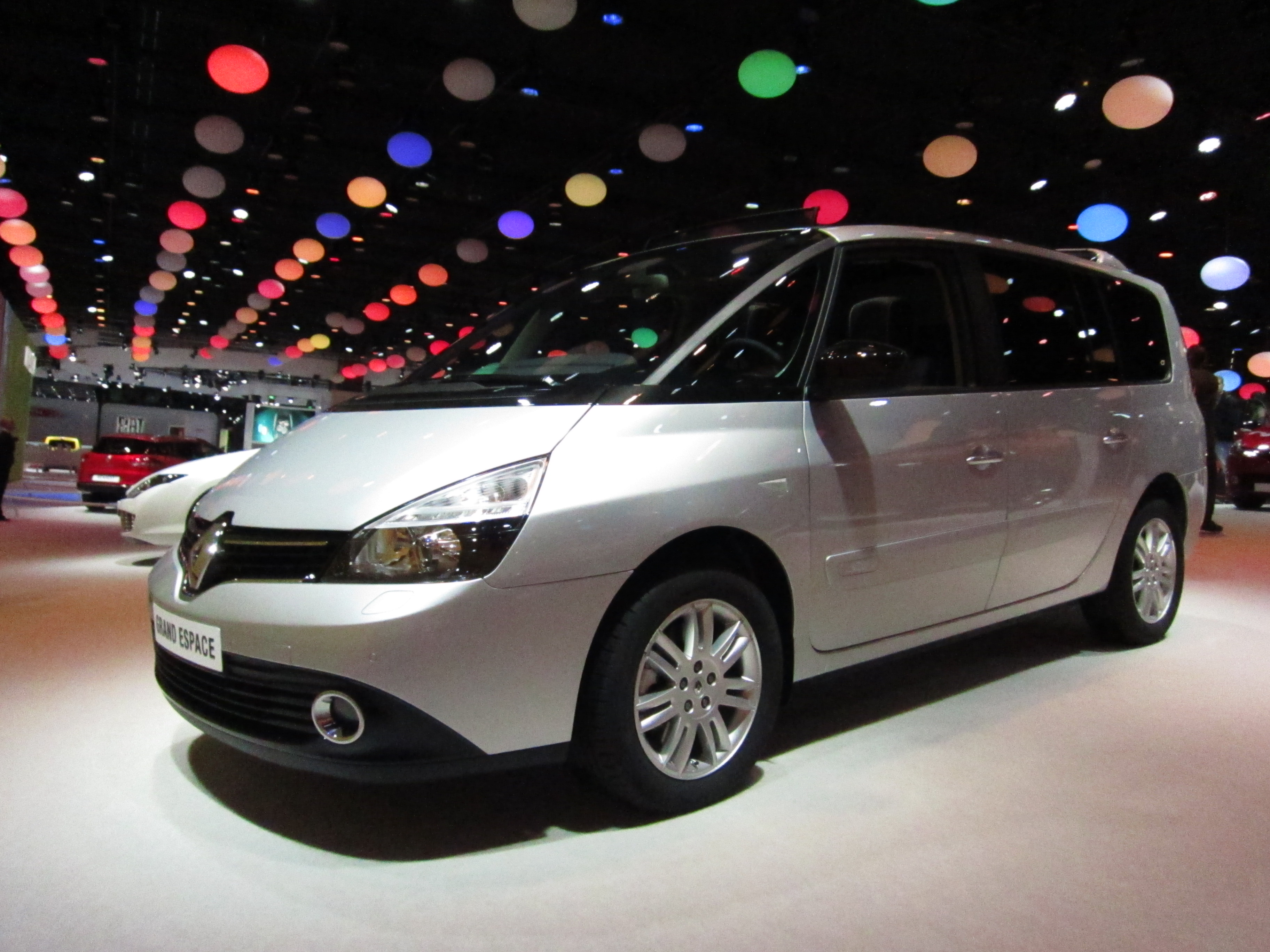
Renault Espace IV po trzecim liftingu

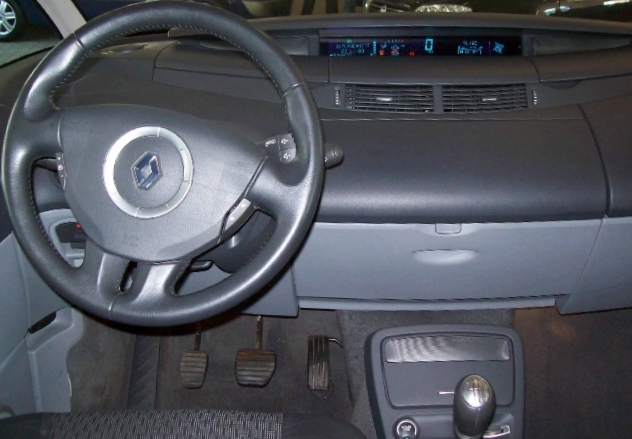
Renault Espace – wnętrze

Renault Espace IV został zaprezentowany po raz pierwszy w 2002 roku.
Espace czwartej generacji był pierwszym Espacem skonstruowanym i zbudowanym już samodzielnie przez Renault. Jest stworzony z materiału który w 90% można wykorzystać do recyklingu na płycie podłogowej modelu Laguna II oraz Vel Satisa.
Auto było trzykrotnie modernizowane: w 2006 roku (Phase II), w 2010 roku (Phase III) oraz w 2012 roku (Phase IV). W 2006 roku odświeżono stylizację nadwozia, wprowadzono system nawigacji i komunikacji Carminat z 7-calowym, monitorem, systemem Bluetooth i odtwarzaczem CD/MP3 oraz nowe diesle 2.0 dCi o mocy 150 i 175 KM. W 2012 roku poszerzono wlot powietrza w zderzaku, zmieniono atrapę chłodnicy, boczne lusterka, zastosowano nowy system nawigacji, kamerę cofania, skórzaną tapicerkę, system rozrywki z dwoma ekranami LCD w przednich zagłówkach.
Czwarte wcielenie Espace produkowane było przez 12 lat, co czyni go najdłużej produkowanym wcieleniem Espace i jednym z najdłużej produkowanych modeli Renault.

### Wersje wyposażeniowe
- Authentique
- Expression
- Celsium
- Privilege
- Dynamique
- Alcantara
- Initiale Paris
- 25th[9] – wersja limitowana
- SL Voyage[10] – wersja limitowana
- Alyum

## Piąta generacja

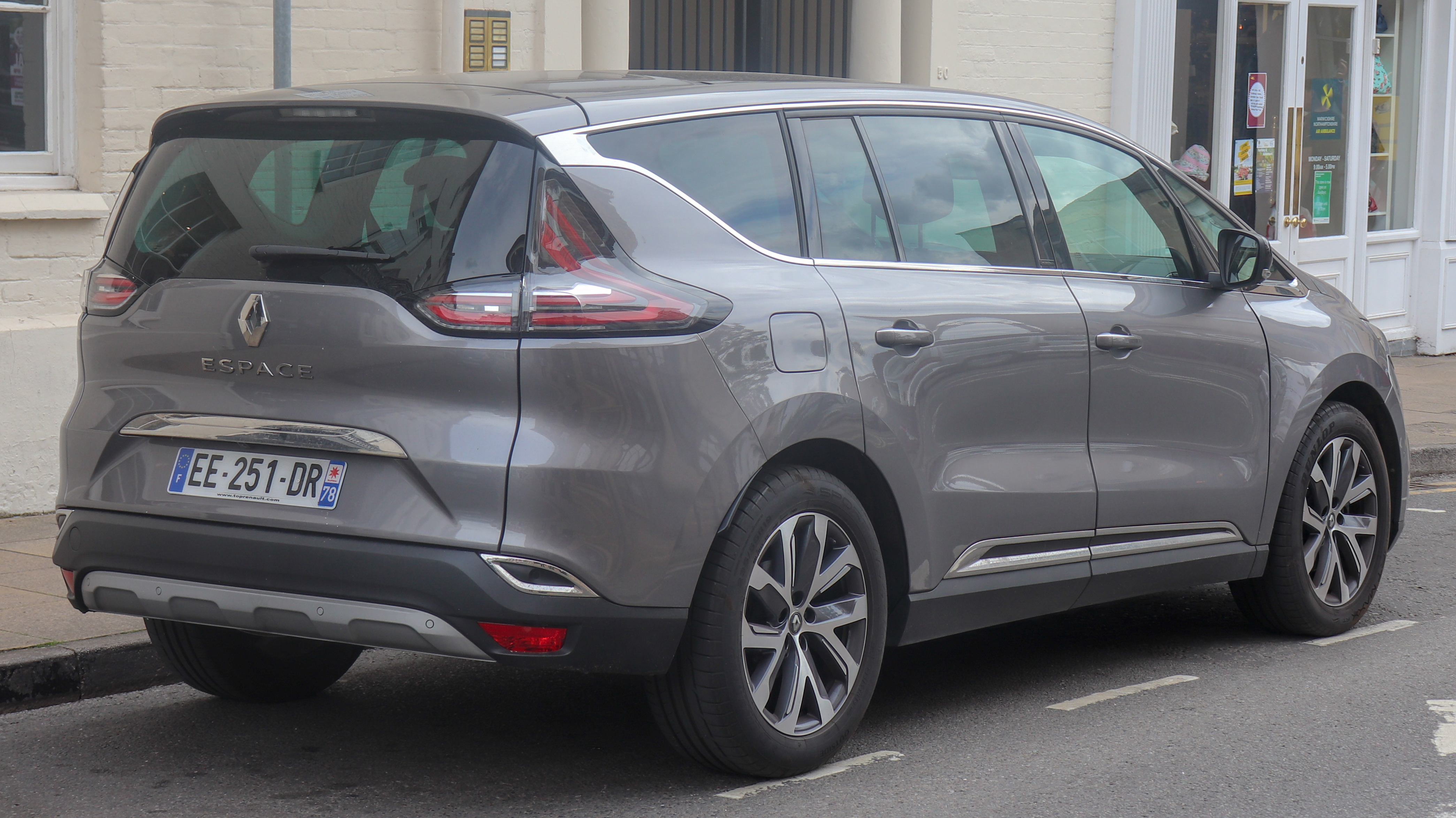
Renault Espace V – tył

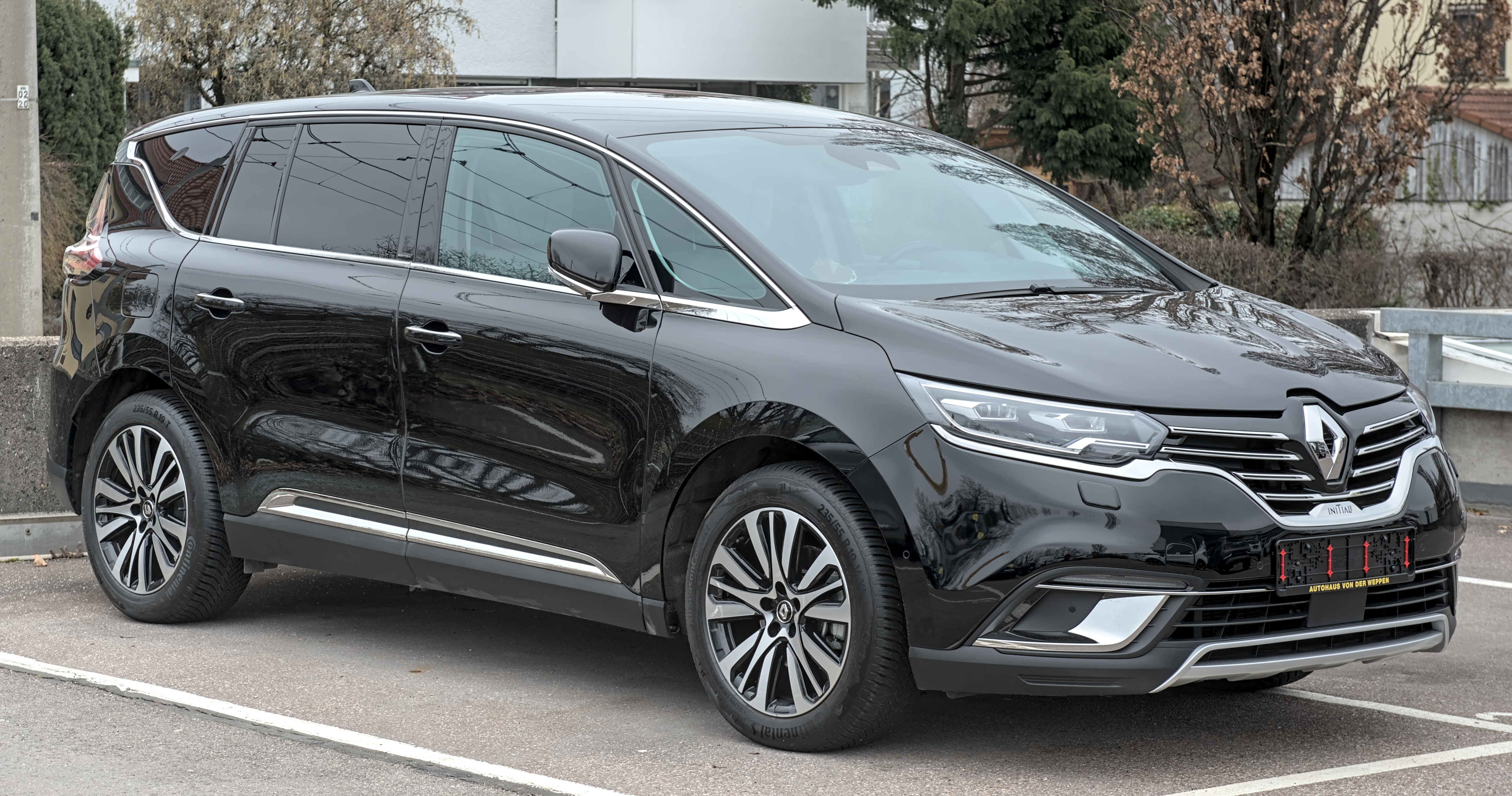
Renault Espace V po liftingu

Renault Espace V zostało zaprezentowane po raz pierwszy w 2014 roku.
Piąte wcielenie Espace zostało oficjalnie zaprezentowane podczas targów motoryzacyjnych w Paryżu w 2014 roku. Auto w przeciwieństwie do poprzednich generacji modelu przyjęło zupełnie nową formę – jest crossoverem klasy wyższej. Nadwozie zachowało jednak cechy charakterystyczne dla dużego vana.
Samochód został zbudowany na nowej płycie podłogowej CMF (ang. Common Module Family), stworzonej przez koncern Renault we współpracy z japońskim koncernem Nissan. Na tej samej płycie podłogowej zbudowany został Renault Talisman. Pojazd poprzedził koncept zaprezentowany w 2013 roku podczas targów motoryzacyjnych we Frankfurcie o nazwie Initiale Paris.

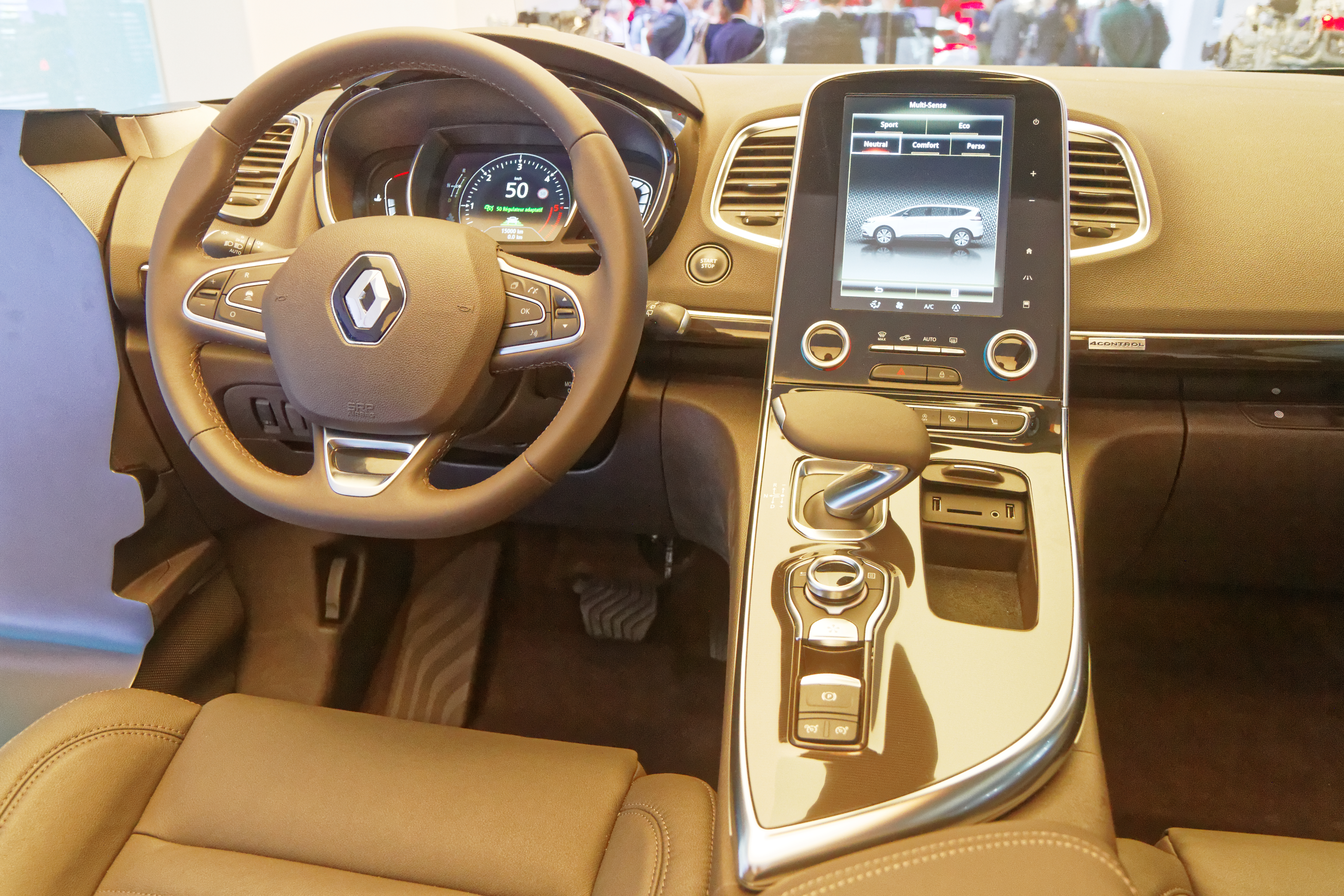
Renault Espace V – wnętrze

Charakterystycznym elementem pojazdu jest przód auta z dużym logo oraz reflektorami, które w standardzie wyposażone są w technologię Full LED oraz światła do jazdy dziennej ułożone asymetrycznie w kształcie litery C. Każda wersja pojazdu posiada panoramiczną przednią szybę, która nad przednimi fotelami przechodzi w stały szklany dach, a opcjonalnie w otwierany dach panoramiczny. Samochód zachował jednobryłowe nadwozie. Współczynnik oporu powietrza Cx wynosi równe 0,30. Espace jest dostępne w wersji pięcio- i siedmioosobowej.

### Lifting
W listopadzie 2019 roku samochód przeszedł face lifting. Zmieniono m.in. atrapę chłodnicy, zderzaki, reflektory, oraz wprowadzono nowe kolory lakierów oraz wzory felg. We wnętrzu pojazdu przeprojektowano konsolę z zamykanymi uchwytami na kubki, dwoma gniazdami USB, wejściem AUX, bezprzewodową ładowarką oraz miejscem na telefony. Ponadto dodano również adaptacyjne matrycowe światła LED, szyby z poprawioną izolacją akustyczną, wirtualny kokpit z ekranem 10,2 cala oraz system multimedialny Easy Link z wyszukiwarką Google oraz interfejsami Android Auto i Apple Car-Play. Dostępne są także automatyczne aktualizacje poprzez internet, zdalna kontrola przez aplikację oraz udoskonalone nagłośnienie Bose z 5 zaprogramowanymi efektami korekcji dźwięku.

### Sprzedaż
W połowie 2020 roku w mediach pojawiły się informacje o planowanym wycofaniu Espace'a z produkcji bez następcy. Uzasadnione miało to być m.in. redukcją kosztów ponoszonych przez koncern i skupienie się na produkcji crossoverów i SUVów, ze względu na słabą sprzedaż modeli: Espace, Talisman, Scénic i Koleos. Informacje te potwierdziły się w 2022 roku, kiedy to producent wycofał z produkcji dotychczasową generację. Linia modelowa spotkała się jednak ostatecznie z kontynuacją, tym razem w postaci klasycznego SUV-a opartego na mniejszym modelu Austral.

### Wersje wyposażeniowe
- Life
- Zen
- SL Techno
- Initiale Paris

## Szósta generacja

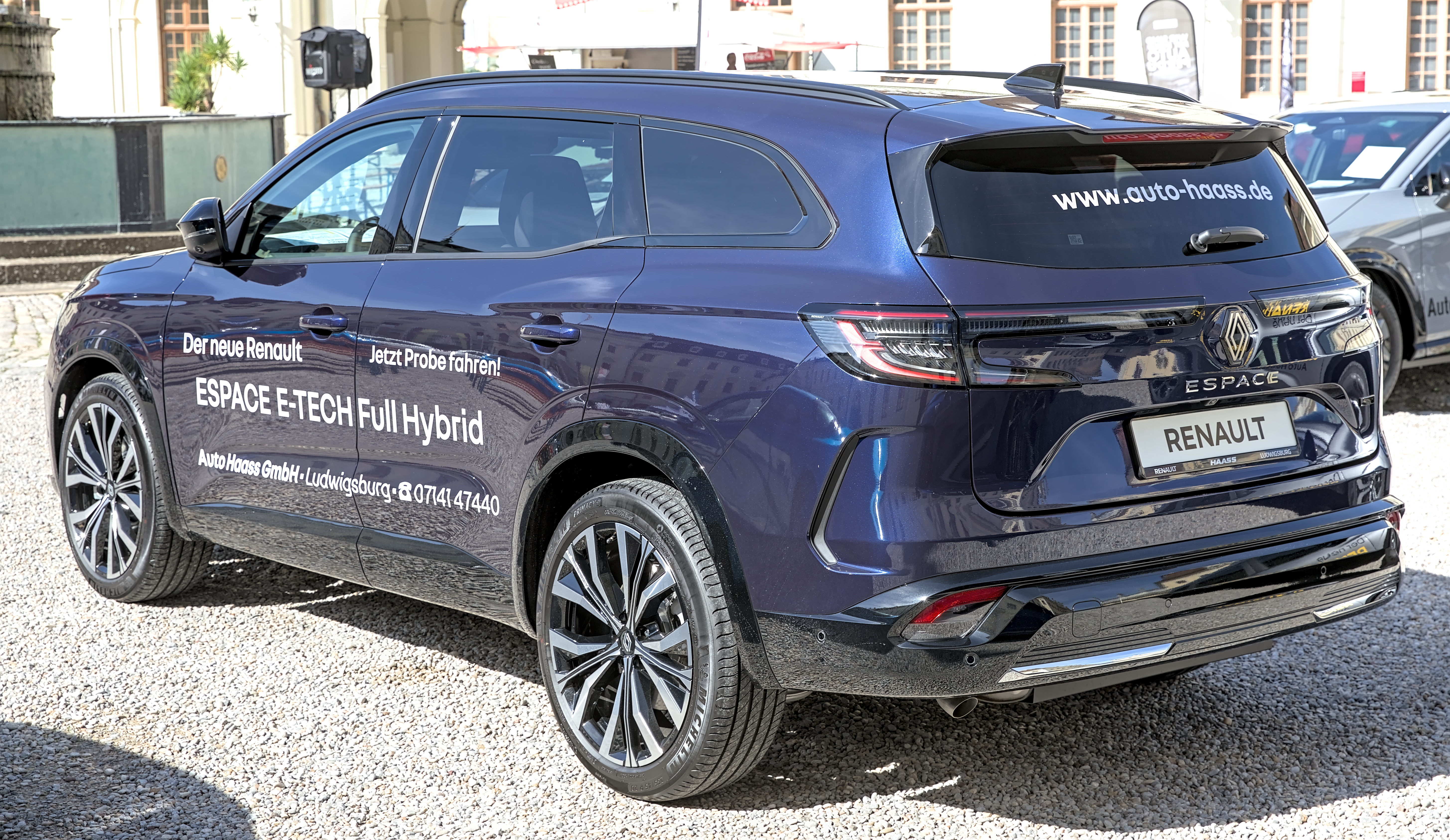
Renault Espace VI – tył

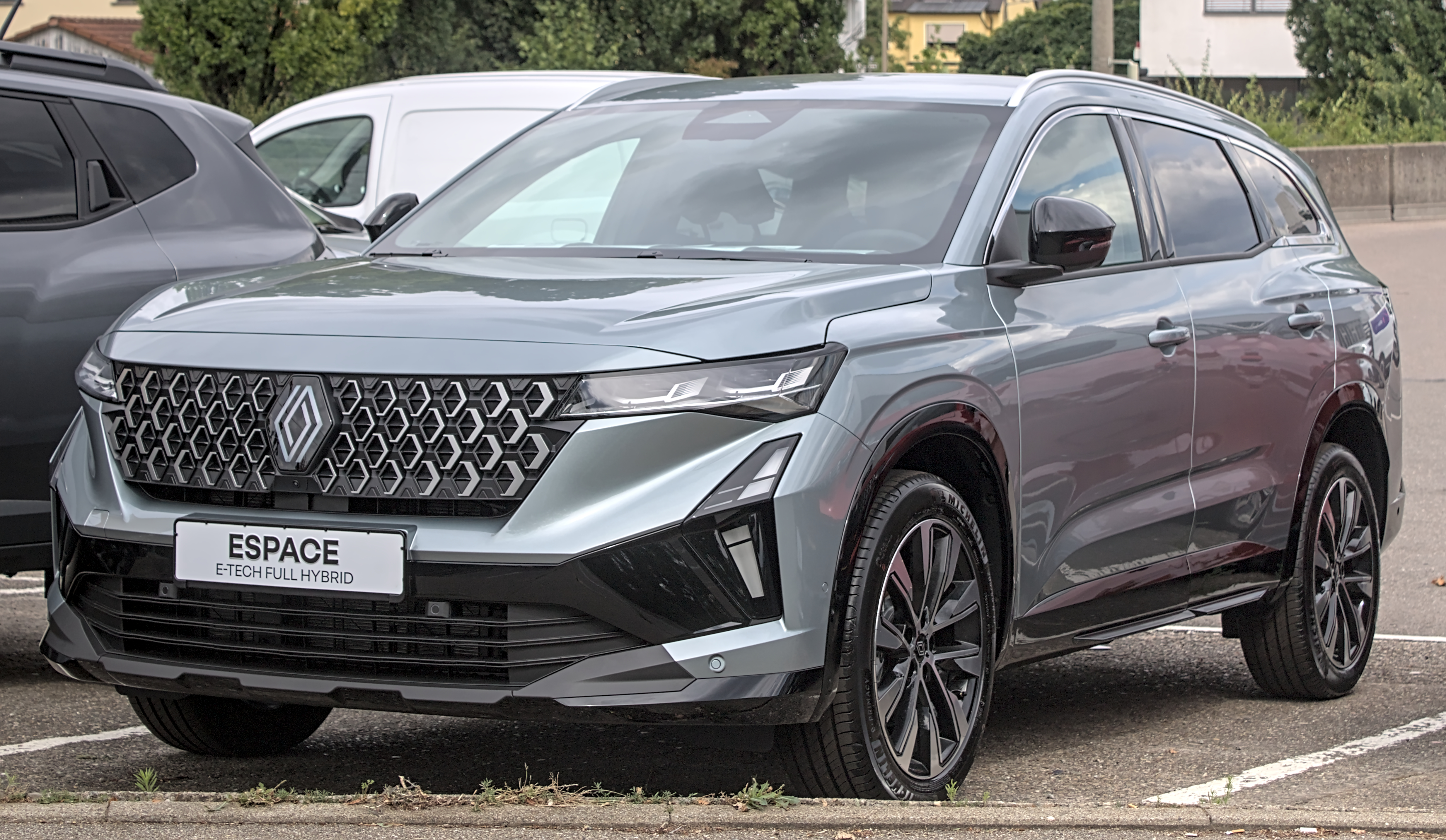
Renault Espace VI po liftingu

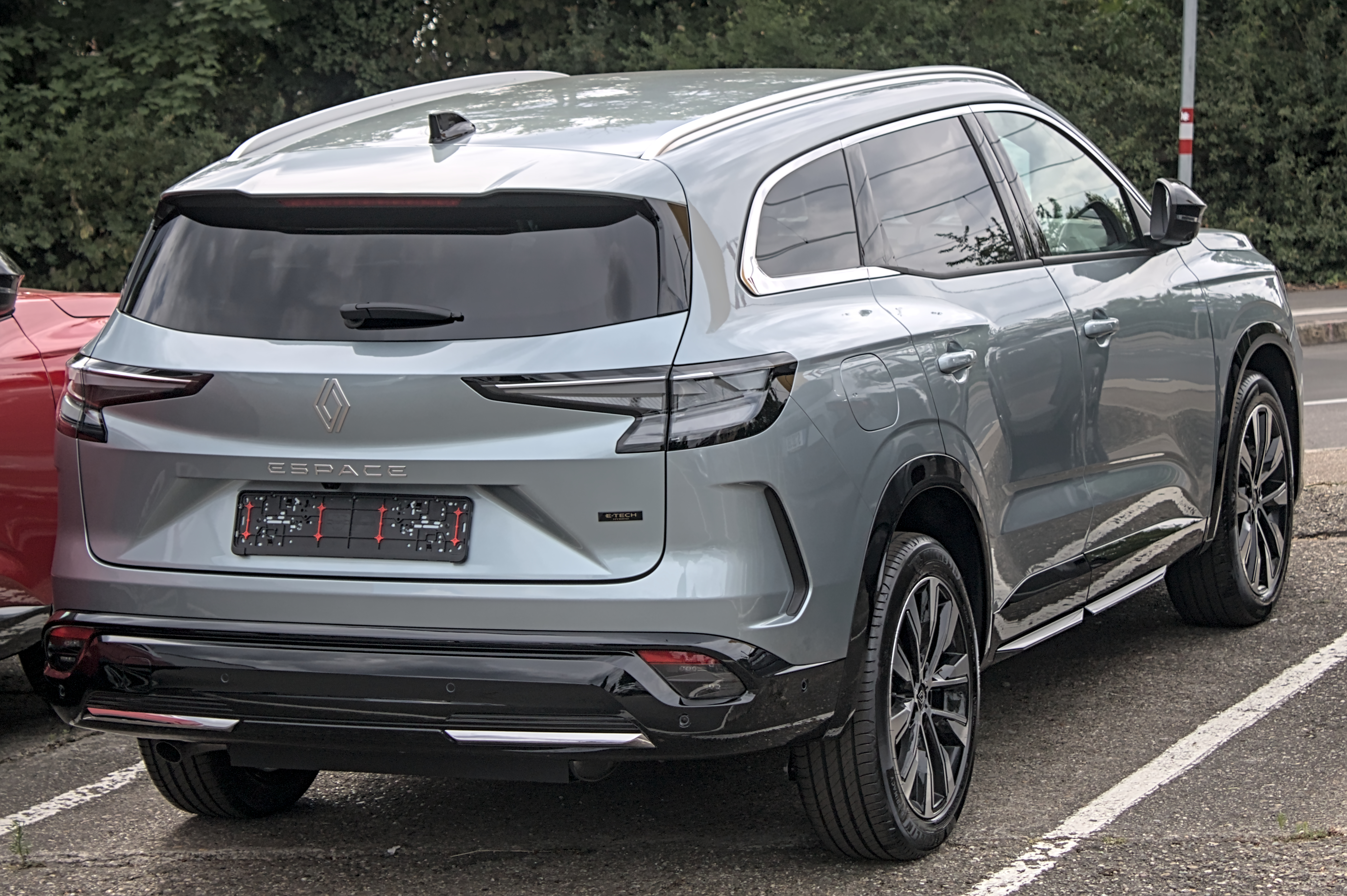
Renault Espace VI – tył po liftingu

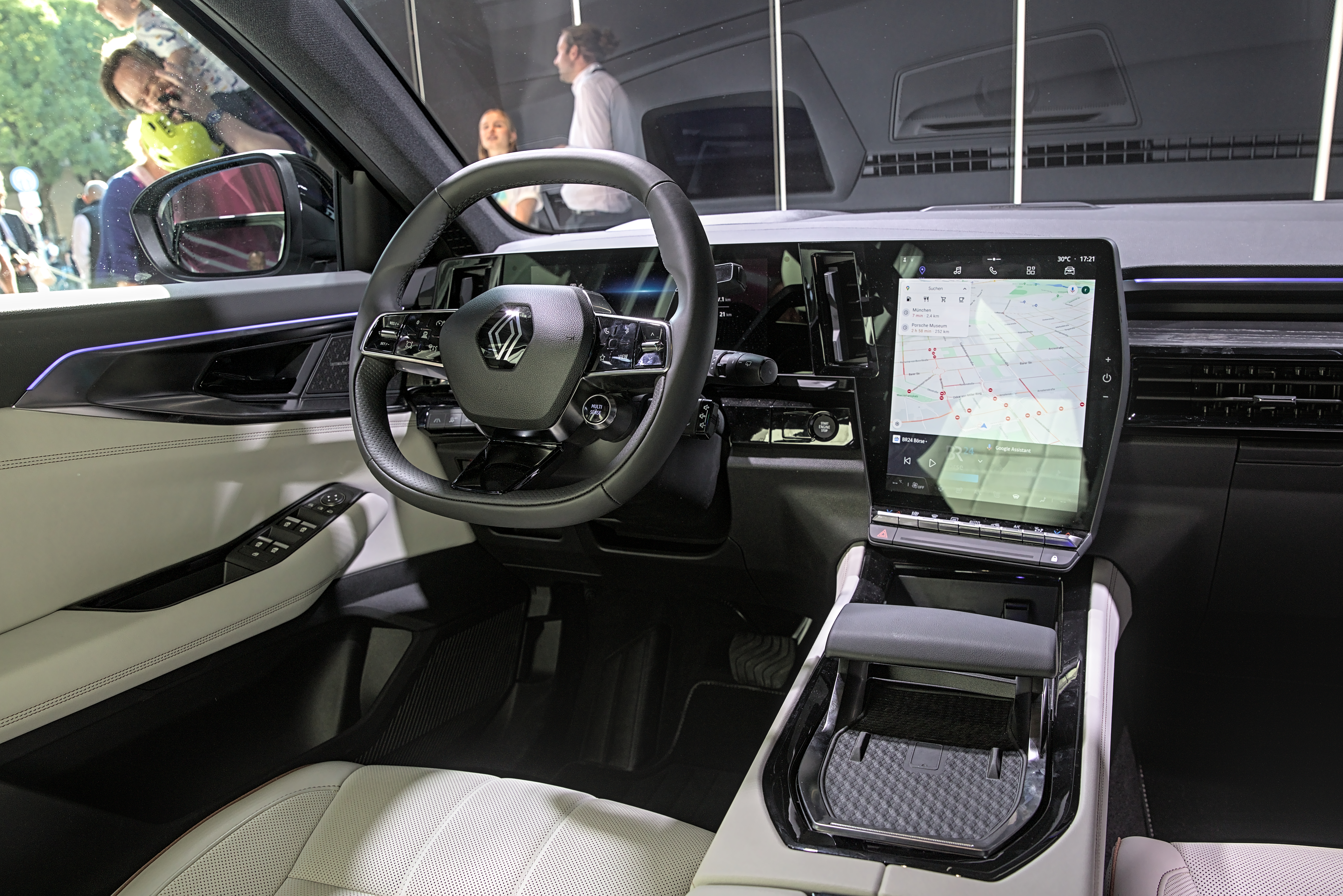
Renault Espace VI – wnętrze

Renault Espace VI zostało zaprezentowane po raz pierwszy w 2023 roku. 
Samochód w przeciwieństwie do poprzednika jest SUV-em zamiast crossoverem. Został zbudowany na bazie platformy przeznaczonej do produkcji Renault Austral i Nissan Qashqai. Na miejsce produkujące ten model wyznaczono zakłady w hiszpańskiej Palencii. We wnętrzu zastosowano system multimedialny „OpenR link” znany z Megane E-Tech, który został opracowany wspólnie z Google. Sprzedaż modelu ruszyła latem 2023 roku. Auto nie zostało wprowadzone na rynek brytyjski. 

### Lifting
W 2025 roku auto przeszło gruntowny lifting. Zyskało nowy przód charakterystyczny dla Renault, czyli lampy do jazdy dziennej w kształcie rombu. Nowe lampy przednie i tylne i ogromną atrapę chłodnicy.

### Wersje wyposażeniowe
- Techno
- Esprit Alpine
- Iconic